# Brunkronad timalia
Brunkronad timalia (Schoeniparus brunneus) är en östasiatisk fågel i familjen marktimalior.

## Utseende och läte
Brunkronad timalia är en 13–13,5 cm lång marktimalia. Ovansidan är brun med rostfärgad svartkantad hjässa. Undersidan är gråbeige. Ögat är ljusbrunt, näbben mörkbrun och benen skära. Liknande bronskronad timalia har annorlunda ansiktsteckning med ett tydligt ögonbrynsstreck, grå halssidor och beigegrå örontäckare. Sången består av något framstressade, gälla och nervösa fraser med fem till sex toner.

## Utbredning och systematik
Brunkronad timalia delas upp i fyra underarter med följande utbredning:
- Schoeniparus brunneus olivaceus – sydcentrala Kina (Hubei, södra Shaanxi och östra Sichuan)
- Schoeniparus brunneus superciliaris – bergstrakter i sydöstra Kina (Anhui till Guangxi, Fujian och Guangdong)
- Schoeniparus brunneus argutus – ön Hainan i södra Kina
- Schoeniparus brunneus brunneus – Taiwan

### Släktes- och familjetillhörighet
Länge placerades arterna i Schoeniparus, Lioparus, Fulvetta och Alcippe i ett och samma släkte, Alcippe, men flera genetiska studier Senare genetiska studier visar att de är långt ifrån varandras närmaste släktingar och förs nu istället vanligen till tre olika familjer: Schoeniparus i marktimaliorna, Fulvetta och Lioparus i sylviorna, och Alcippe i fnittertrastarna eller i den egna familjen Alcippeidae.

## Levnadssätt
Arten hittas i städsegrön lövskog och gräsiga snårmarker, mellan 600 och 1700 meters höjd på det kinesiska fastlandet och huvudsakligen 1525–1830 meter ovanför havet på Taiwan. Den ses vanligen nära marken i skydd av växtligheten i smågrupper, på jakt efter insekter, sniglar och frön. Fågeln häckar april–juni. Den bygger ett löst kupolformat bo med en ingång i den övre delen som den placerar i en buske. Däri lägger den fyra till fem ägg, på Taiwan två till tre.

## Status och hot
Arten har ett stort utbredningsområde och en stor population, men tros minska i antal, dock inte tillräckligt kraftigt för att den ska betraktas som hotad. Internationella naturvårdsunionen IUCN kategoriserar därför arten som livskraftig (LC).